# Ściana Kaltsteina

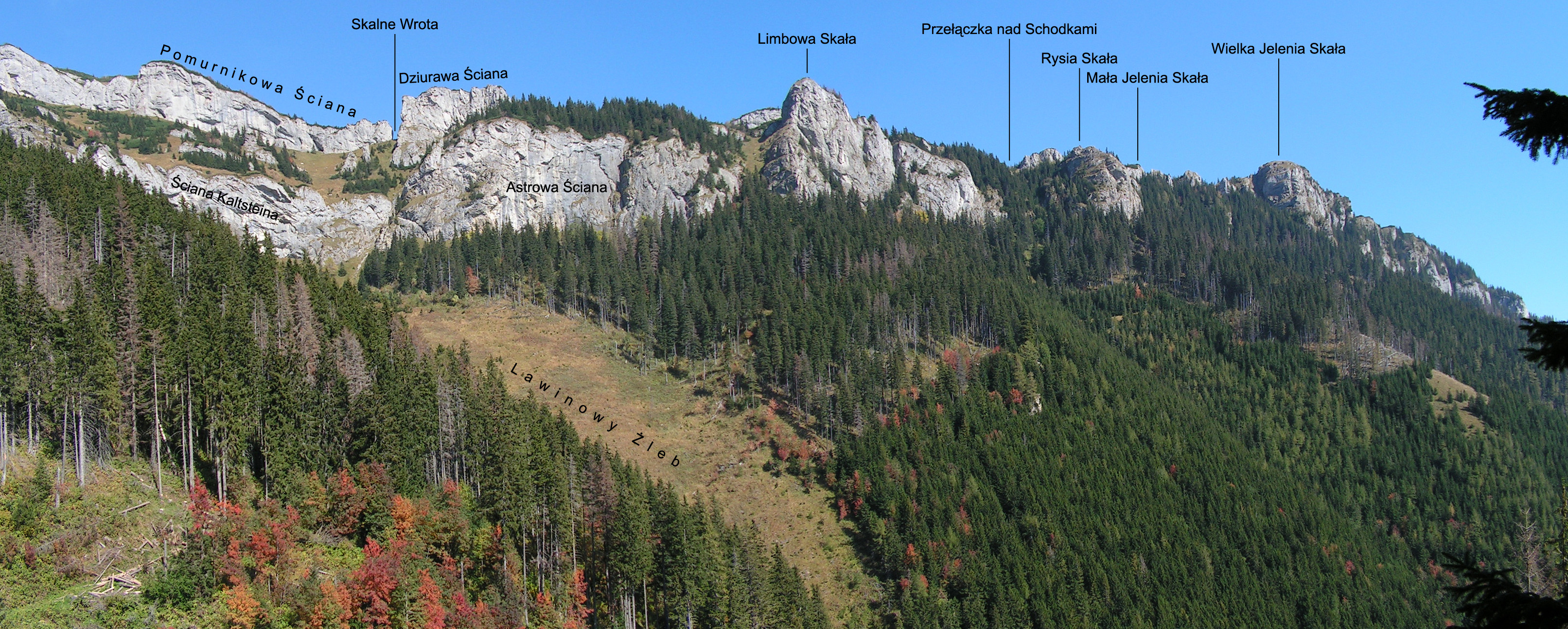
Ściana Kaltsteina wśród opisanych obiektów

Ściana Kaltsteina (słow. Stena Kaltsteina) – pionowa ściana przegradzająca Lawinowy Żleb w Dolinie do Siedmiu Źródeł w słowackich Tatrach Bielskich. Znajduje się na wysokości około 1480 m, ma wysokość dochodzącą do 70 metrów i szerokość w podstawie około 150 m. Powyżej ściany znajduje się trawiasty upłaz dochodzący do podstawy Pomurnikowej Ściany. Od prawej strony (patrząc od dołu) ściana ograniczona jest depresją oddzielającą ją od Astrowej Ściany. Na Ścianie Kaltsteina taternicy poprowadzili dwie trudne drogi wspinaczkowe. Obecnie jednak obowiązuje tutaj zakaz wspinania się – jest to obszar ochrony ścisłej Tatrzańskiego Parku Narodowego.
Ściana Kaltsteina widoczna jest z polany, na której znajduje się Schronisko pod Szarotką. W XVIII wieku w Tatrach zginął poszukiwacz skarbów Adam Kaltstein – pierwsza znana ofiara Tatr. Nawiązująca do niego nazwa drogi wspinaczkowej (Poszukiwacz skarbów) wskazuje, że nazwę ściany być może nadano dla jego uczczenia. Ale w Tatrach Bielskich są też Skały Kaltsteina – im nadano nazwy dla uczczenia Augusta Kaltsteina – spiskiego działacza zasłużonego w organizowaniu i propagowaniu turystyki w Tatrach Bielskich. 
Drogi wspinaczkowe
1. Poszukiwacz Skarbów (Hladac Pokladov); VII w skali tatrzańskiej, A3. Pierwsze przejście: Peter Kuchar i Igor Papp, lato 1994 i 1995. Droga została pokonana na raty[1]
2. Cesta cez Kotol (lewym filarem); V, A1, 3 h 30 min. Pierwsze przejście: Peter Kuchar i Igor Papp, zima 1994/1995[1].